# Quintanas de Gormaz
Quintanas de Gormaz – gmina w Hiszpanii, w prowincji Soria, w Kastylii i León, o powierzchni 29,26 km². W 2011 roku gmina liczyła 147 mieszkańców.